# 멜 브룩스
멜 브룩스(Mel Brooks, 1926년 6월 28일 ~ )는 미국의 배우, 코미디언, 영화제작자, 작곡가, 극작가이다.

## 출연 작품
- 블레이드 퍼피 워리어 (2022)
- 토이 스토리 4 (2019)
- 몬스터 호텔 3 (2018)
- 밤쉘 (2017)
- 몬스터 호텔 2 (2015)
- 천재강아지 미스터 피바디 (2014)
- 페어웰 투 더 프로그 (2011)
- 멜 브룩스 앤 딕 카벳 투게더 어게인 (2011)
- 겟 스마트 (2008)
- 프로듀서스 (2005)
- 로봇 (2005)
- 나사빠진 놈 (1999)
- 못말리는 드라큐라 (1995)
- 꾸러기 클럽 (1994)
- 햄들의 침묵 (1994)
- 못말리는 로빈 훗 (1993)
- 추락한 백만장자 (1991)
- 마이키 이야기 2 (1990)
- 84번가의 연인 (1987)
- 스페이스볼 (1987)
- 태양의 전사들 (1986)
- 사느냐 죽느냐 (1983)
- 여배우 프란시스 (1982)
- 세계사 (1981)
- 엘리펀트 맨 (1980)
- 머펫 무비 (1979)
- 고소공포증 (1977)
- 무성 영화 (1976)
- 비밀 문서 소동 (1975)
- 브레이징 새들스 (1974)
- 영 프랑켄슈타인 (1974)
- 12개의 의자 (1970)
- 프로듀서 (1968)
- 겟 스마트 (1965)
- 더 크리틱 (1963)
- 뉴 페이스 (1954)